# Jean Kambanda
Jean Kambanda, né au Rwanda le 19 octobre 1955, est le Premier ministre du gouvernement intérimaire pendant le génocide au Rwanda. Accusé de génocide, comme la plupart des membres de son gouvernement, il plaide coupable devant le Tribunal pénal international pour le Rwanda.

## Biographie

### Premier ministre durant le génocide
Il forme le gouvernement Kambanda qui a mis en application le génocide des tutsis du Rwanda.

### Implication dans le génocide et condamnation
Arrêté le 18 juillet 1997 à Nairobi, Jean Kambanda est condamné le 4 septembre 1998 à une peine de réclusion à perpétuité pour sa participation au génocide. Il est ensuite revenu sur ses aveux et a interjeté un recours où il s'est plaint de ne pas avoir pu choisir l'avocat qu'il désirait pour le défendre et d'avoir été détenu dans des conditions non conformes au droit. Amnesty International a écrit à ce sujet : « Les risques associés au maintien d'un détenu dans un lieu de détention non reconnu ont été aggravés dans cette affaire, car Jean Kambanda n'avait pas d'avocat pour le conseiller pendant toute la durée de son interrogatoire. L'avocat qui lui a été imposé par le TPIR, maître Inglis, ne parle pas le français, alors que Jean Kambanda est francophone[réf. nécessaire]. 
La Cour d'appel du TPIR a rejeté l'appel en 2000. Concernant le choix de l'avocat, la Cour d'appel a estimé que Kambanda aurait eu l'occasion de s'en plaindre en première instance, ce qu'il n'a jamais fait.
Il purge actuellement sa peine au Mali, dans la prison de Koulikoro,.